# Letni Puchar Kontynentalny kobiet w skokach narciarskich 2021
Letni Puchar Kontynentalny kobiet w skokach narciarskich 2021 – czternasta edycja Letniego Pucharu Kontynentalnego kobiet, która rozpoczęła się 17 lipca w fińskim Kuopio, a zakończyła 19 września w stolicy Norwegii, Oslo. Zaplanowanych zostało sześć konkursów.
Zaplanowane na 17 lipca zawody, które zostały zorganizowane przez Chiński Związek Narciarski, miały zostać pierwotnie rozegrane w Lahti, jednak zostały przeniesione do Kuopio.
Oficjalny kalendarz cyklu został zatwierdzony 1 czerwca 2021 podczas Kongresu FIS przeprowadzonego online.
Klasyfikację generalną wygrały ex aequo Austriaczki Julia Mühlbacher i Hannah Wiegele.

## Kalendarz i wyniki
| Lp.                                                                                  | Data                                                                                 | Miejscowość                                                                          | HS                                                                                   | Uwagi                                                                                | 1. miejsce                      | 2. miejsce       | 3. miejsce       |
| ------------------------------------------------------------------------------------ | ------------------------------------------------------------------------------------ | ------------------------------------------------------------------------------------ | ------------------------------------------------------------------------------------ | ------------------------------------------------------------------------------------ | ------------------------------- | ---------------- | ---------------- |
| 1.                                                                                   | 17 lipca 2021                                                                        | Kuopio                                                                               | HS-100                                                                               | [ a ]                                                                                | Shao Birun                      | Julia Mühlbacher | Marija Jakowlewa |
| 2.                                                                                   | 17 lipca 2021                                                                        | Kuopio                                                                               | HS-100                                                                               | [ a ]                                                                                | Marija Jakowlewa                | Julia Mühlbacher | Kurumi Ichinohe  |
| 3.                                                                                   | 21 sierpnia 2021                                                                     | Râșnov                                                                               | HS-97                                                                                | –                                                                                    | Jerneja Brecl                   | Wang Liangyao    | Dong Bing        |
| 4.                                                                                   | 22 sierpnia 2021                                                                     | Râșnov                                                                               | HS-97                                                                                | –                                                                                    | Jerneja Brecl                   | Dong Bing        | Joanna Szwab     |
| 5.                                                                                   | 18 września 2021                                                                     | Oslo                                                                                 | HS-106                                                                               | –                                                                                    | Katharina Althaus               | Pauline Heßler   | Juliane Seyfarth |
| 6.                                                                                   | 19 września 2021                                                                     | Oslo                                                                                 | HS-106                                                                               | –                                                                                    | Katharina Althaus               | Pauline Heßler   | Hannah Wiegele   |
| Letni Puchar Kontynentalny kobiet w skokach narciarskich 2021 – klasyfikacja końcowa | Letni Puchar Kontynentalny kobiet w skokach narciarskich 2021 – klasyfikacja końcowa | Letni Puchar Kontynentalny kobiet w skokach narciarskich 2021 – klasyfikacja końcowa | Letni Puchar Kontynentalny kobiet w skokach narciarskich 2021 – klasyfikacja końcowa | Letni Puchar Kontynentalny kobiet w skokach narciarskich 2021 – klasyfikacja końcowa | Julia Mühlbacher Hannah Wiegele | –                | Dong Bing        |

## Statystyki indywidualne
| Zawodniczka | Kuopio 17.07 | Kuopio 17.07 | Râșnov 21.08 | Râșnov 22.08 | Oslo 18.09 | Oslo 19.09 |
| Austria | Austria      | Austria      | Austria      | Austria      | Austria    | Austria    |
| --- | ------------ | ------------ | ------------ | ------------ | ---------- | ---------- |
| Katharina Ellmauer | 19           | 12           | 12           | 11           | 15         | 15         |
| Sophie Kothbauer | 29           | 20           | 22           | 25           | –          | –          |
| Vanessa Moharitsch | 18           | 18           | 25           | 27           | –          | –          |
| Julia Mühlbacher | 2            | 2            | 14           | 10           | 16         | 20         |
| Hannah Wiegele | 5            | 4            | 13           | 16           | 6          | 3          |
| Chiny |              |              |              |              |            |            |
| Dong Bing | 12           | 5            | 3            | 2            | –          | –          |
| Li Qiurong | 35           | 34           | –            | –            | –          | –          |
| Li Xueyao | 4            | 16           | 7            | 7            | –          | –          |
| Ni Xiaotong | 22           | 22           | 17           | 17           | –          | –          |
| Peng Qingyue | 8            | 6            | 6            | 5            | –          | –          |
| Shao Birun | 1            | 7            | 21           | 18           | –          | –          |
| Wang Liangyao | 17           | 15           | 2            | 4            | –          | –          |
| Zeng Ping | 10           | 9            | –            | –            | –          | –          |
| Estonia |              |              |              |              |            |            |
| Annemarii Bendi | 34           | dsq          | –            | –            | 31         | 26         |
| Finlandia |              |              |              |              |            |            |
| Susanna Forsström | 13           | 17           | –            | –            | –          | –          |
| Sofia Mattila | 31           | 28           | –            | –            | 32         | 29         |
| Jenny Rautionaho | –            | –            | –            | –            | 4          | 4          |
| Julia Tervahartiala | 28           | 29           | –            | –            | –          | –          |
| Julia Äikiä | dsq          | 32           | –            | –            | –          | –          |
| Japonia |              |              |              |              |            |            |
| Kurumi Ichinohe | 7            | 3            | –            | –            | –          | –          |
| Kaede Narita | 26           | 14           | –            | –            | –          | –          |
| Minami Watanabe | –            | –            | dsq          | 35           | –          | –          |
| Korea Południowa |              |              |              |              |            |            |
| Park Guy-lim | 20           | 27           | –            | –            | –          | –          |
| Niemcy |              |              |              |              |            |            |
| Katharina Althaus | –            | –            | –            | –            | 1          | 1          |
| Lia Böhme | –            | –            | 20           | 26           | –          | –          |
| Selina Freitag | –            | –            | –            | –            | 9          | 11         |
| Luisa Görlich | –            | –            | –            | –            | 12         | 12         |
| Pauline Heßler | –            | –            | –            | –            | 2          | 2          |
| Josephin Laue | –            | –            | 9            | 8            | –          | –          |
| Anna Rupprecht | –            | –            | –            | –            | 8          | 6          |
| Juliane Seyfarth | –            | –            | –            | –            | 3          | 5          |
| Norwegia |              |              |              |              |            |            |
| Frida Berger | –            | –            | –            | –            | 20         | 21         |
| Ingrid Hordvik Kleven | –            | –            | –            | –            | 25         | 28         |
| Pernille Kvernmo | –            | –            | –            | –            | 36         | 34         |
| Karoline Lauvsland | –            | –            | –            | –            | dsq        | dns        |
| Marie Liane | –            | –            | –            | –            | 28         | 36         |
| Nora Midtsundstad | –            | –            | –            | –            | 35         | 35         |
| Karoline Røstad | –            | –            | –            | –            | 18         | 23         |
| Karoline Skatvedt | –            | –            | –            | –            | 24         | 22         |
| Heidi Dyhre Traaserud | –            | –            | –            | –            | 23         | 24         |
| Polska |              |              |              |              |            |            |
| Pola Bełtowska | 33           | 30           | 35           | 30           | 38         | 37         |
| Kamila Karpiel | 11           | 21           | –            | –            | dsq        | 10         |
| Wiktoria Przybyła | –            | –            | 23           | 24           | 29         | 32         |
| Natalia Słowik | 32           | 33           | –            | –            | –          | –          |
| Joanna Szwab | –            | –            | 11           | 3            | –          | –          |
| Sara Tajner | –            | –            | 34           | 36           | 37         | 38         |
| Rosja |              |              |              |              |            |            |
| Aleksandra Barancewa | –            | –            | –            | –            | 21         | 27         |
| Marija Jakowlewa | 3            | 1            | –            | –            | 11         | 13         |
| Ksienija Kabłukowa | –            | –            | –            | –            | 10         | 9          |
| Jelizawieta Mochowa | 27           | 11           | –            | –            | –          | –          |
| Anastasija Subbotina | 6            | 8            | –            | –            | 13         | 14         |
| Anna Szpyniowa | –            | –            | –            | –            | 7          | 7          |
| Diana Toropczenowa | 25           | 31           | –            | –            | –          | –          |
| Rumunia |              |              |              |              |            |            |
| Daria Chindriș | –            | –            | 33           | 34           | –          | –          |
| Delia Folea | –            | –            | 27           | 31           | –          | –          |
| Daniela Haralambie | –            | –            | 10           | 9            | –          | –          |
| Alessia Mîțu-Coșca | –            | –            | 31           | 13           | –          | –          |
| Diana Trâmbițaș | 24           | 26           | 28           | 28           | –          | –          |
| Słowacja |              |              |              |              |            |            |
| Tamara Mesíková | 30           | 24           | –            | –            | –          | –          |
| Słowenia |              |              |              |              |            |            |
| Jerneja Brecl | –            | –            | 1            | 1            | –          | –          |
| Tinkara Komar | –            | –            | 16           | 19           | –          | –          |
| Lara Logar | –            | –            | 18           | 22           | –          | –          |
| Nika Prevc | –            | –            | 5            | 14           | –          | –          |
| Jerneja Repinc Zupančič | –            | –            | 4            | 6            | –          | –          |
| Nika Vetrih | –            | –            | 8            | 12           | –          | –          |
| Stany Zjednoczone |              |              |              |              |            |            |
| Annika Belshaw | 15           | dsq          | 19           | 22           | 19         | 16         |
| Anna Hoffmann | 21           | 19           | 26           | 20           | 17         | 19         |
| Cara Larson | –            | –            | dsq          | 33           | 30         | 31         |
| Samantha Macuga | –            | –            | 29           | dsq          | 33         | 33         |
| Logan Sankey | –            | –            | –            | –            | 14         | 16         |
| Szwajcaria |              |              |              |              |            |            |
| Sina Arnet | 14           | 25           | –            | –            | –          | –          |
| Rea Kindlimann | 23           | 23           | –            | –            | –          | –          |
| Emely Torazza | 9            | 10           | –            | –            | –          | –          |
| Szwecja |              |              |              |              |            |            |
| Astrid Norstedt | 16           | 13           | 30           | 29           | –          | –          |
| Frida Westman | –            | –            | –            | –            | 5          | 8          |
| Ukraina |              |              |              |              |            |            |
| Tetiana Pyłypczuk | –            | –            | 15           | 21           | 34         | 30         |
| Węgry |              |              |              |              |            |            |
| Virág Vörös | –            | –            | 36           | 37           | –          | –          |
| Włochy |              |              |              |              |            |            |
| Camilla Henni Comazzi | –            | –            | –            | –            | 27         | 25         |
| Asia Marcato | –            | –            | 32           | 32           | 22         | dsq        |
| Martina Zanitzer | –            | –            | 24           | 15           | 26         | 18         |
| Legenda |              |              |              |              |            |            |
| 1-3 4-30 poniżej 30 dns – zawodniczka zgłoszona nie wystartowała w zawodach dsq – zawodniczka zdyskwalifikowana - – zawodniczka niezgłoszona do konkursu |              |              |              |              |            |            |

## Klasyfikacja generalna
Stan po zakończeniu sezonu
| Miejsce | Zawodniczka       | Występy | Punkty |
| ------- | ----------------- | ------- | ------ |
| 1.      | Julia Mühlbacher  | 6       | 230    |
| 1.      | Hannah Wiegele    | 6       | 230    |
| 3.      | Dong Bing         | 4       | 207    |
| 4.      | Marija Jakowlewa  | 4       | 204    |
| 5.      | Jerneja Brecl     | 2       | 200    |
| 5.      | Katharina Althaus | 2       | 200    |
| 7.      | Wang Liangyao     | 4       | 160    |
| 7.      | Pauline Heßler    | 2       | 160    |
| 9.      | Shao Birun        | 4       | 159    |
| 10.     | Peng Qingyue      | 4       | 157    |
| ...     |                   |         |        |